# 尚德里 (武汉市)
尚德里，是一处业已拆除的石库门里分，位于今中华人民共和国湖北省武汉市江岸区大智路与友益街交汇处东北，与汉口中华全国总工会旧址隔友益街相望。里分仅存两户建筑（尚德里1号），此二户1926—1927年间为刘少奇等中华全国总工会领导人居所，现为武汉市文物保护单位。

## 里分概述
里分位于大智路以东、友益街以北，内部曾设有6条巷道，南有2条通道通往友益街，东有1条通道通往太平里。主巷道呈南北走向。
里分建于1920年代，由何佩瑢、陈明于等人集资修建。1967—1972年间，里分曾改称红星二里，此后恢复原名。现里分大部分建筑已经拆除，仅剩2户建筑。

## 刘少奇在武汉的旧居

### 历史背景
1926年10月初，国民革命军北伐攻下武汉三镇，国共两党各机构随即从广州迁至武汉。中华全国总工会亦在友益街16号（今汉口中华全国总工会旧址）设立办事处准备迁至汉口办公。刘少奇在此间被委任为全国总工会及湖北分工会秘书长，刘少奇与夫人何宝珍于10月21日来汉，此后便就近住在了全总斜对面的尚德里4号（今尚德里1号）。
自从刘少奇入住，此处便成为了全总和湖北省总工会负责人开会的地方。也常有各地工友、基层工会负责人找刘少奇。1926年12月26日至28日，刘少奇在此写成了《工会代表会》《工会经济问题》《工会基本组织》三篇论著，在中国工会建设史上首次完整、明确阐述工会的性质、任务、组织原则等等问题。
1927年3月，刘少奇和何宝珍的第二个孩子刘爱琴在此出生。
由于四一二事件后国共合作破裂，1927年7月又遇七一五事变，中共中央安排已经公开身份的党领导人离开武汉。此后刘少奇便不在尚德里居住。
1927年3月，初来汉口的向警予居住于尚德里4号一楼后房。
1958年底，中国共产党中央政治局扩大会议和中国共产党第八届中央委员会第六次全体会议在武昌召开。参会期间，刘少奇重访了友益街16号和尚德里4号。这是刘少奇最后一次来武汉。

### 尚德里4号（尚德里1号）
此建筑为2层平房，总体占地约120平方米，建筑大门进去后为一座小天井，天井之后为客厅与侧房，2层亦如此布置，刘少奇当时便居住在2层左侧房间中。
中华人民共和国成立之初，尚德里4号是武汉市文化局的办公地，有8位文化局工作人员入住。发现盘龙城遗址的文物专家蓝蔚也是其中之一，他在此处居住了15年。
1959年，湖北省总工会对尚德里4号进行整修，进行陈设复原工作，1963年对外开放。但随后因文化大革命而终止，后被用作武汉市文化局职工的宿舍。

### 旧居保护
尚德里1号在1983年4月7日以“刘少奇在武汉的旧居”的名义被武汉市人民政府列为第二批武汉市文物保护单位。
故居建筑作为文物的保护范围：保护整栋建筑，东、西、北面至旧居墙外十米；南面至友益街规划红线。
故居建筑作为文物的建设控制地带：四周均至保护范围外二十米。